# Marine des Tonga
La Marine des îles Tonga est la composante navale des Forces armées de Sa Majesté et dispose principalement de six navires et deux aéronefs pour assurer ses missions.

## Missions
- Surveillance des côtes (419 km) et de l'espace maritime attenant (ZEE de 664 853 km2[2]).
- Missions de service public (secours en mer, etc.).
- Protection territoriale sur les récifs de Minerva[3] face aux prétentions des Fidji et autres (cf. République de Minerva).

## Équipement
Force navale
- 3 patrouilleurs de classe Pacific (en).
Ces navires furent remis par l'Australie dans le cadre du Pacific Patrol Boat Program. Initialement prévus pour une durée de quinze ans, ils ont subi (ou vont subir) une refonte pour étendre leur capacité opérationnelle à 30 ans. 
Déplacement : 162 tonnes (pleine charge). Vitesse de croisière : 20 nœuds. Autonomie : 2 500 milles nautiques à 12 nœuds ou 10 jours. Équipage : 14 à 18 marins. Armement : indéfini (peut inclure 1 canon de 20 mm et des mitrailleuses de 12,7 mm ou 7,62 mm).
  - Patrouilleur VOEA Neiafu (P201) - commissionné en 1989.
  - Patrouilleur VOEA Pangai (P202) - commissionné en 1990.
  - Patrouilleur VOEA Savea (P203) -  commissionné en 1991.
- Pétrolier côtier VOEA Lomipeau (A301).
- Barge logistique VOEA Late  (C315) - de type LCM-8 (en).
- Yacht royal Titilupe.

Force aéronavale
- 1 Beechcraft G18S[4] - avion de liaison / surveillance maritime.
- 1 Citabria (en) - avion de surveillance maritime.